# Danh sách huấn luyện viên vô địch Cúp C1 châu Âu và UEFA Champions League

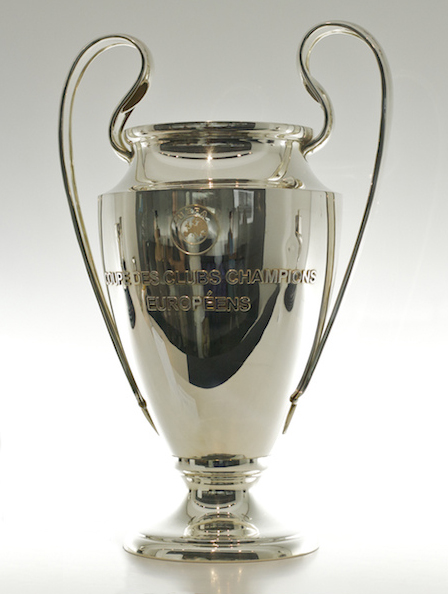
Cúp vô địch UEFA Champions League

Cúp C1 châu Âu là giải đấu bóng đá được tổ chức từ năm 1956 đến năm 1992. Huấn luyện viên người Tây Ban Nha José Villalonga đã giúp Real Madrid giành chức vô địch đầu tiên của giải đấu vào năm 1956 và giành thêm một chiếc cúp nữa trong mùa giải sau đó. Các huấn luyện viên người Ý là những người thành công nhất khi đã vô địch 13 lần cùng đội bóng của mình kể từ năm 1956.
Giải đấu được đổi tên thành UEFA Champions League vào năm 1992,, mùa giải mà huấn luyện viên người Bỉ Raymond Goethals đã cùng câu lạc bộ Marseille lên ngôi vô địch.
Carlo Ancelotti là huấn luyện viên duy nhất đã từng vô địch 5 lần. Bob Paisley, Zinedine Zidane và Pep Guardiola đã có 3 lần vô địch giải đấu. Ancelotti đã vô địch 5 lần và tham dự 6 trận chung kết cùng Milan và Real Madrid, Paisley đã cùng Liverpool vô địch 3 lần trong 5 mùa giải, còn Zidane đã vô địch 3 lần liên tiếp khi dẫn dắt Real Madrid. 16 huấn luyện viên khác đã từng 2 lần vô địch giải đấu. Chỉ có 6 huấn luyện viên giành chức vô địch cùng với 2 câu lạc bộ khác nhau: Carlo Ancelotti cùng Milan năm 2003 và 2007 và Real Madrid năm 2014 và 2022; Ernst Happel cùng Feyenoord năm 1970 và Hamburg năm 1983; Ottmar Hitzfeld cùng Borussia Dortmund năm 1997 và Bayern Munich năm 2001; José Mourinho cùng Porto năm 2004 và Internazionale năm 2010; Jupp Heynckes cùng Real Madrid năm 1998 và Bayern Munich năm 2013; và Pep Guardiola cùng Barcelona năm 2009 và 2011 và Manchester City năm 2023. Đã có 7 người giành chức vô địch trên cả cương vị cầu thủ lẫn huấn luyện viên, đó là Miguel Muñoz, Giovanni Trapattoni, Johan Cruyff, , Frank Rijkaard, Ancelotti, Guardiola và Zidane.

## Các huấn luyện viên vô địch Cúp C1 châu Âu và UEFA Champions League

### Theo năm

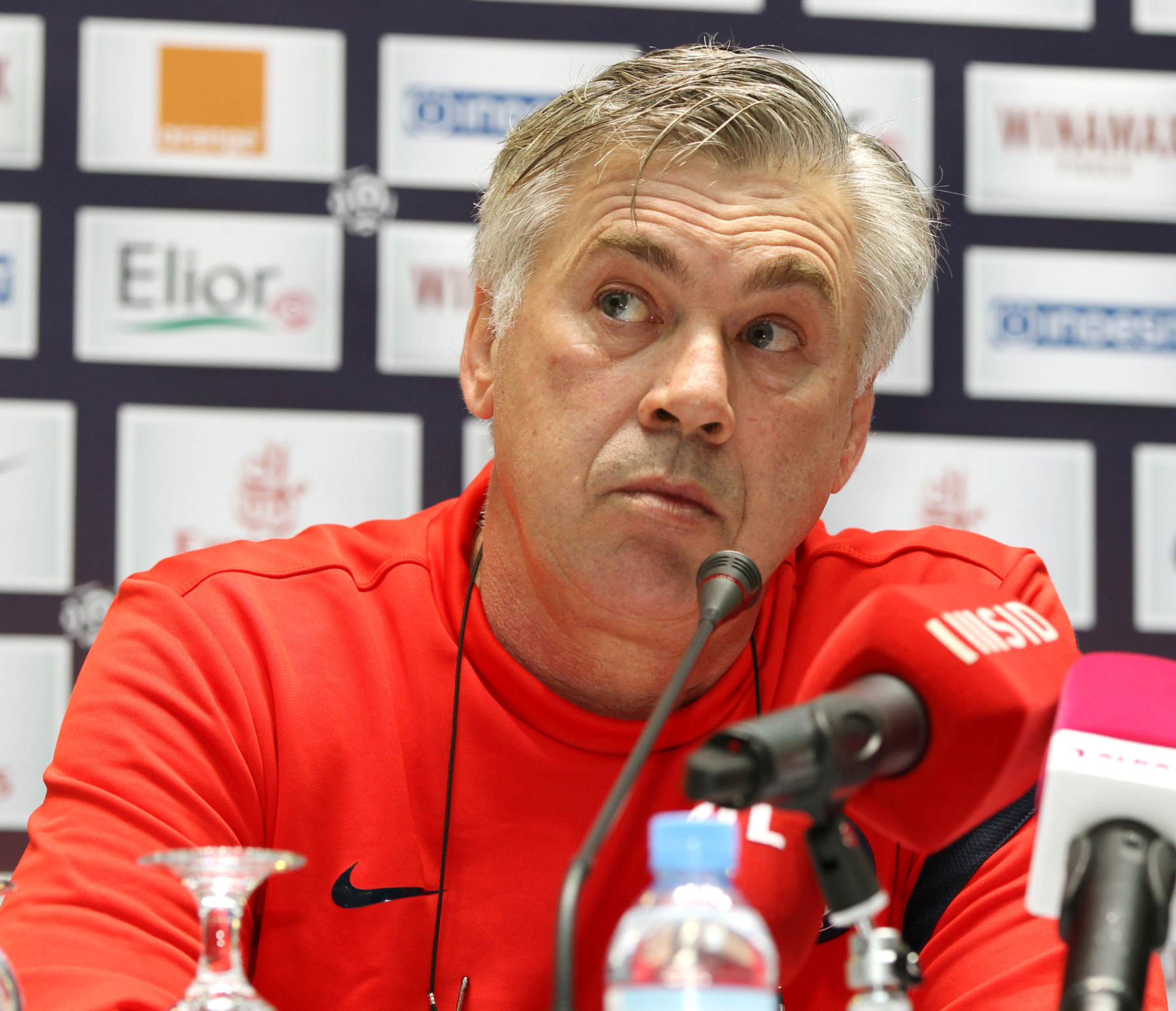
Carlo Ancelotti trở thành huấn luyện viên đầu tiên và duy nhất vô địch 5 lần với việc dẫn dắt Real Madrid lên ngôi vô địch vào năm 2024. Ông cũng đã có tổng cộng 6 lần tham dự các trận chung kết Champions League.

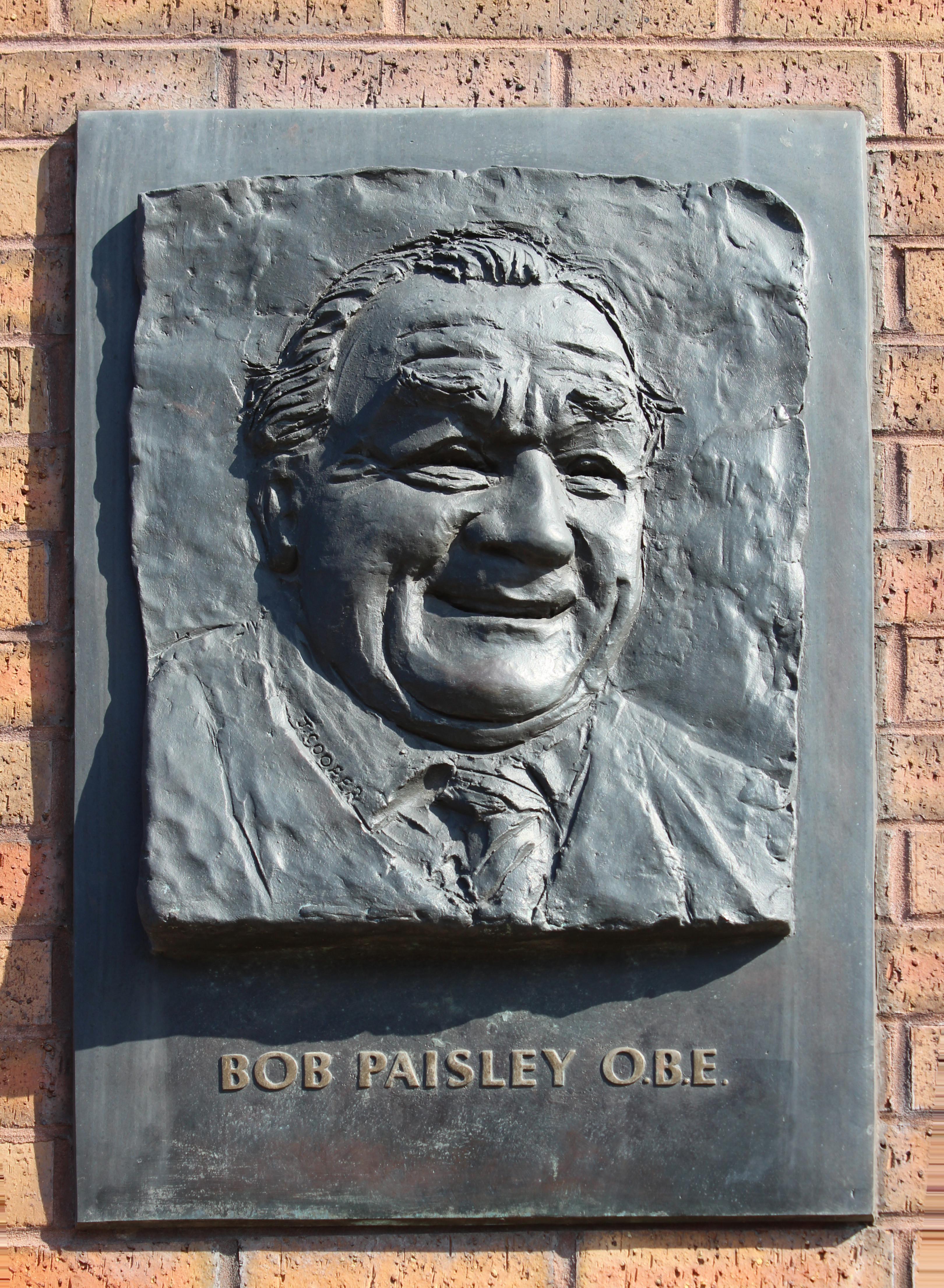
Bob Paisley là huấn luyện viên đầu tiên 3 lần giành chức vô địch cùng Liverpool.

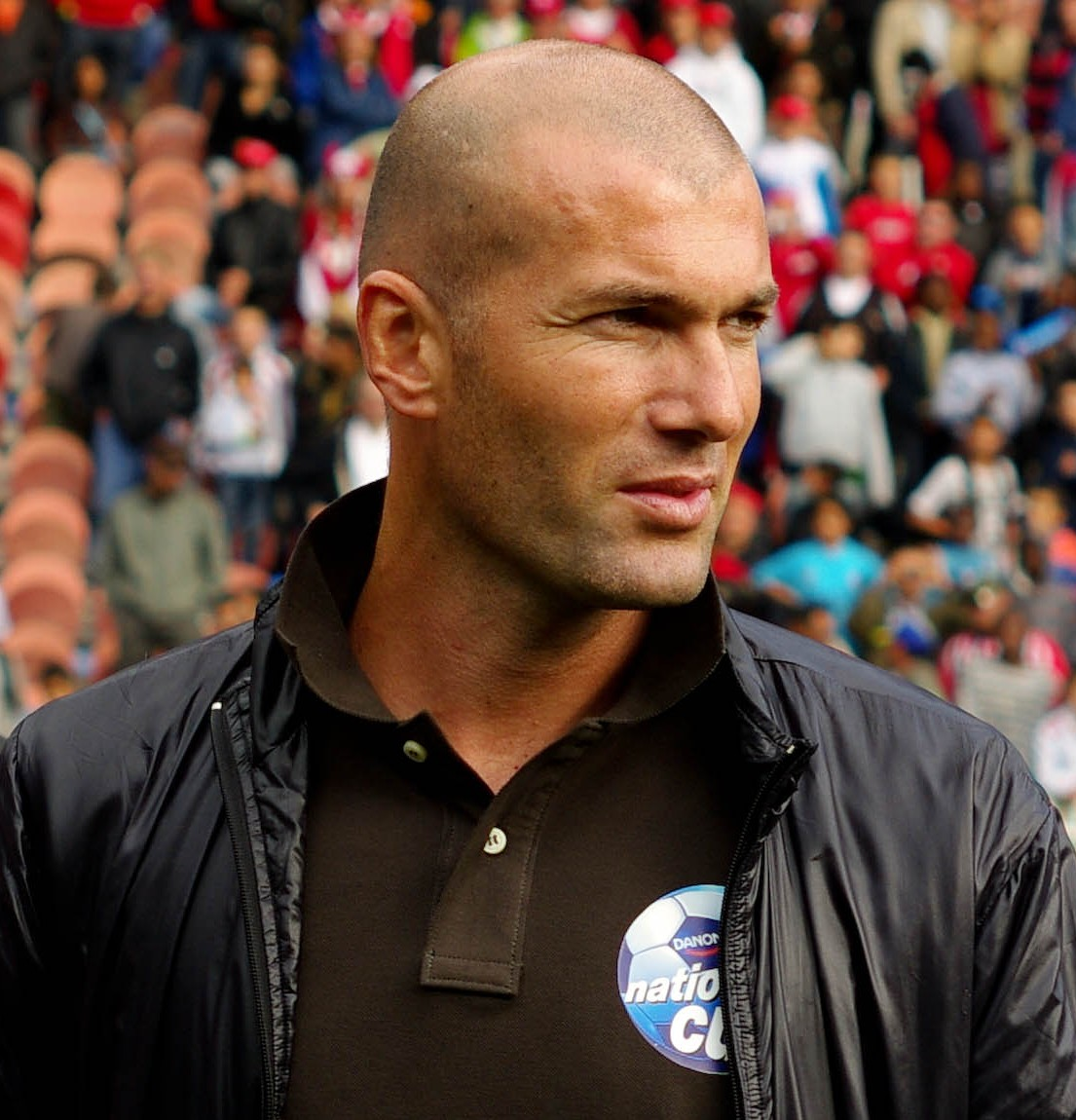
Zinedine Zidane là huấn luyện viên duy nhất 3 lần vô địch Champions League liên tiếp cùng Real Madrid.

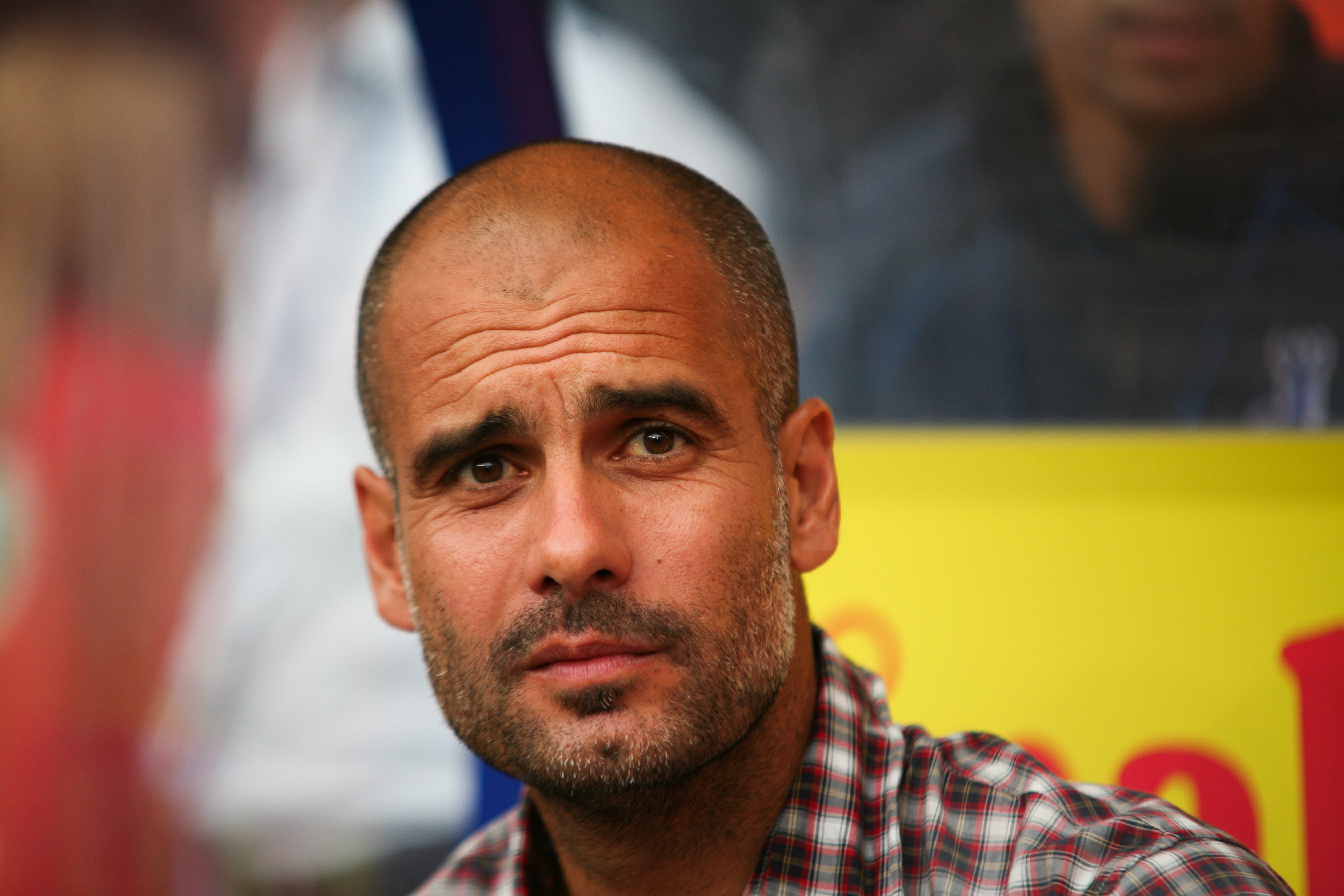
Pep Guardiola giành ba chức vô địch vào các năm 2009, 2011 và 2023, cùng Barcelona và Manchester City.

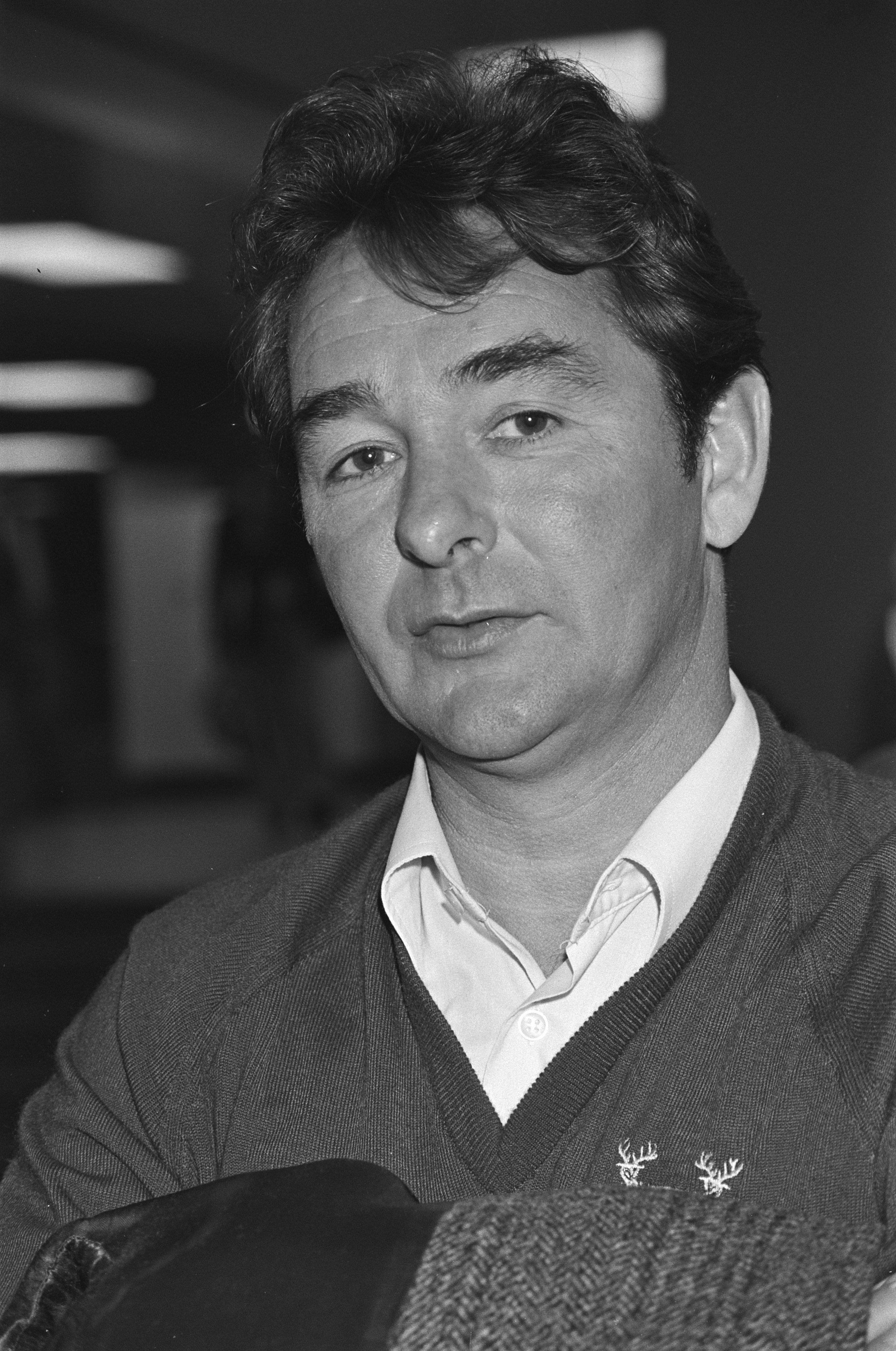
Brian Clough liên tiếp lên ngôi vô địch khi là huấn luyện viên trưởng của Nottingham Forest.

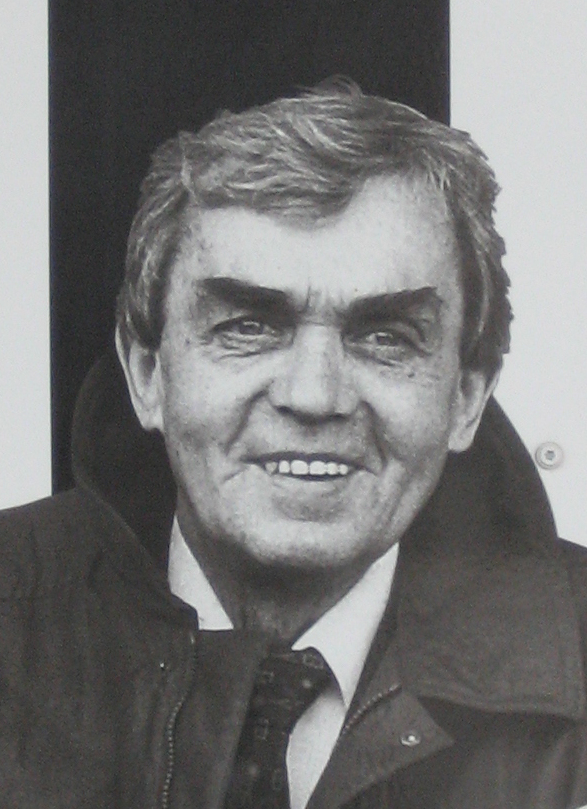
Ernst Happel là huấn luyện viên đầu tiên vô địch cùng với 2 câu lạc bộ khác nhau.

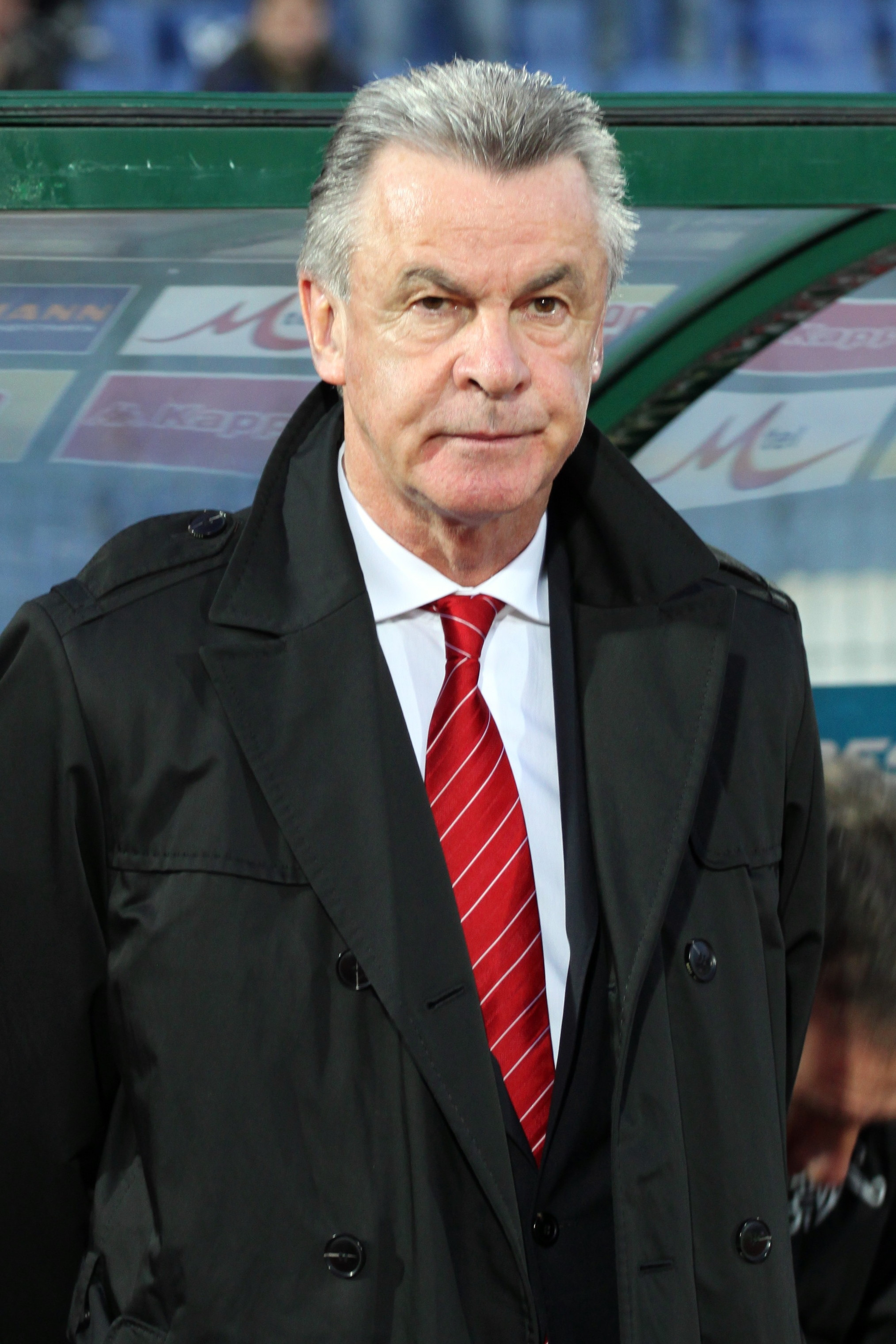
Ottmar Hitzfeld, huấn luyện viên giành chức vô địch các năm 1997 và 2001.

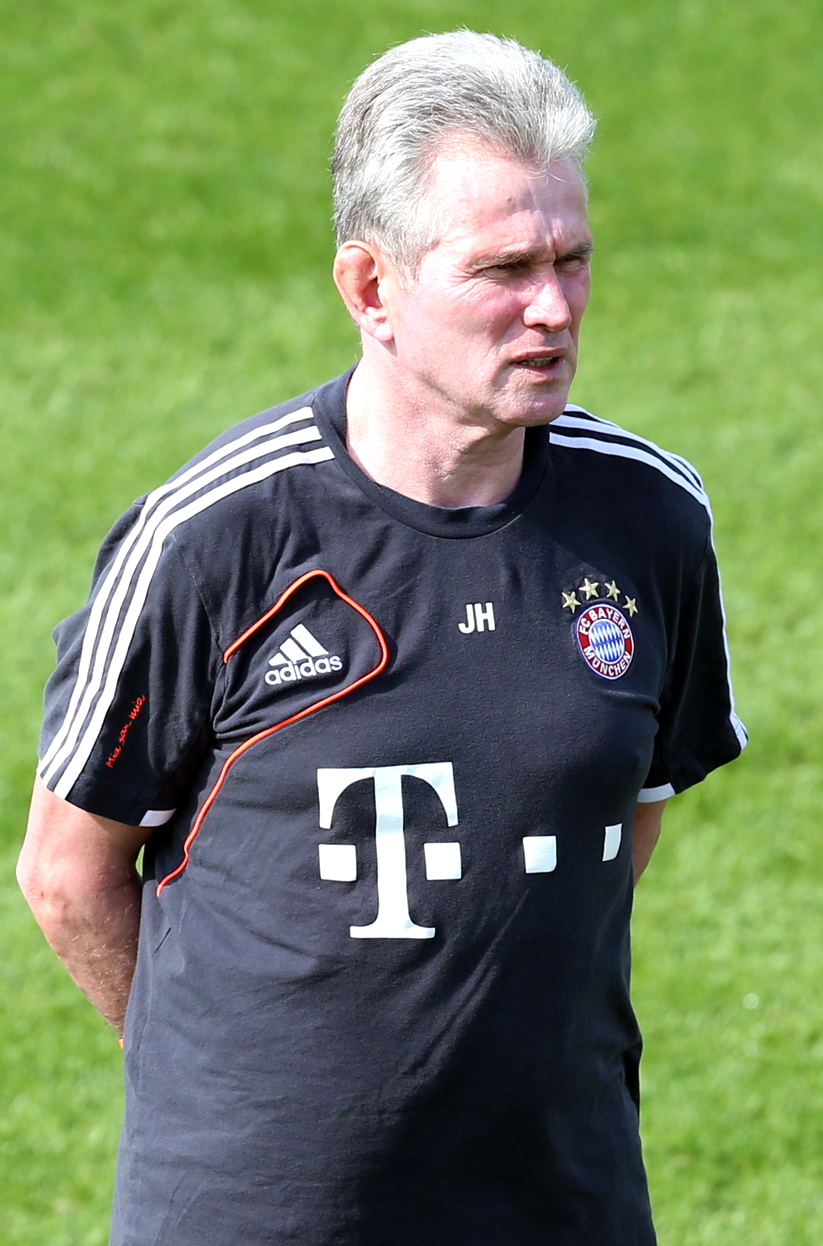
Jupp Heynckes, huấn luyện viên giành chức vô địch năm 1998 và 2013.

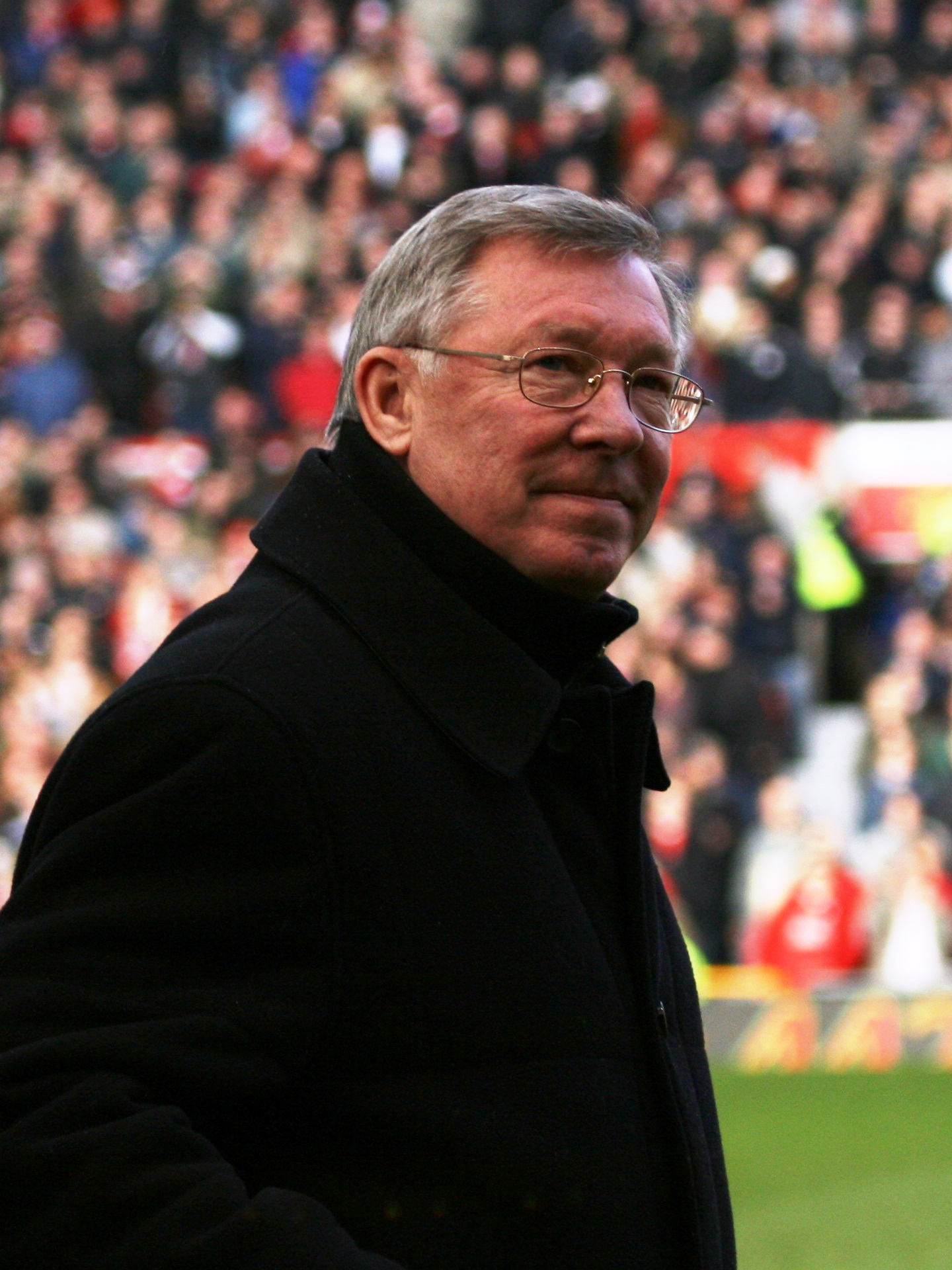
Alex Ferguson giành hai chức vô địch khi dẫn dắt Manchester United vào các năm 1999 và 2008, đồng thời cũng đã vào tới 2 trận chung kết nữa.

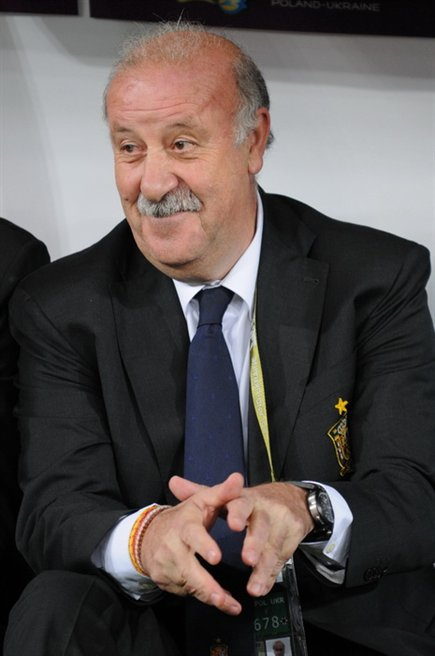
Vicente del Bosque giành hai chức vô địch khi dẫn dắt Real Madrid vào các năm năm 2000 và 2002.

| Năm  | Quốc tịch   | Huấn luyện viên     | Quốc gia    | Câu lạc bộ        | Tham khảo |
| ---- | ----------- | ------------------- | ----------- | ----------------- | --------- |
| 1956 | ESP         | José Villalonga     | ESP         | Real Madrid       | [ 6 ]     |
| 1957 | ESP         | José Villalonga     | ESP         | Real Madrid       | [ 6 ]     |
| 1958 | ARG         | Luis Carniglia      | ESP         | Real Madrid       | [ 6 ]     |
| 1959 | ARG         | Luis Carniglia      | ESP         | Real Madrid       | [ 6 ]     |
| 1960 | ESP         | Miguel Muñoz        | ESP         | Real Madrid       | [ 6 ]     |
| 1961 | HUN         | Béla Guttmann       | POR         | Benfica           | [ 6 ]     |
| 1962 | HUN         | Béla Guttmann       | POR         | Benfica           | [ 6 ]     |
| 1963 | ITA         | Nereo Rocco         | ITA         | Milan             | [ 6 ]     |
| 1964 | ARG         | Helenio Herrera     | ITA         | Internazionale    | [ 6 ]     |
| 1965 | ARG         | Helenio Herrera     | ITA         | Internazionale    | [ 6 ]     |
| 1966 | ESP         | Miguel Muñoz        | ESP         | Real Madrid       | [ 6 ]     |
| 1967 | SCO         | Jock Stein          | SCO         | Celtic            | [ 7 ]     |
| 1968 | SCO         | Matt Busby          | ENG         | Manchester United | [ 8 ]     |
| 1969 | ITA         | Nereo Rocco         | ITA         | Milan             | [ 6 ]     |
| 1970 | AUT         | Ernst Happel        | NED         | Feyenoord         | [ 9 ]     |
| 1971 | NED         | Rinus Michels       | NED         | Ajax              | [ 10 ]    |
| 1972 | ROU         | Ștefan Kovács       | NED         | Ajax              | [ 6 ]     |
| 1973 | ROU         | Ștefan Kovács       | NED         | Ajax              | [ 6 ]     |
| 1974 | FRG         | Udo Lattek          | FRG         | Bayern Munich     | [ 11 ]    |
| 1975 | FRG         | Dettmar Cramer      | FRG         | Bayern Munich     | [ 6 ]     |
| 1976 | FRG         | Dettmar Cramer      | FRG         | Bayern Munich     | [ 6 ]     |
| 1977 | ENG         | Bob Paisley         | ENG         | Liverpool         | [ 6 ]     |
| 1978 | ENG         | Bob Paisley         | ENG         | Liverpool         | [ 6 ]     |
| 1979 | ENG         | Brian Clough        | ENG         | Nottingham Forest | [ 6 ]     |
| 1980 | ENG         | Brian Clough        | ENG         | Nottingham Forest | [ 6 ]     |
| 1981 | ENG         | Bob Paisley         | ENG         | Liverpool         | [ 6 ]     |
| 1982 | ENG         | Tony Barton         | ENG         | Aston Villa       | [ 12 ]    |
| 1983 | AUT         | Ernst Happel        | FRG         | Hamburg           | [ 13 ]    |
| 1984 | ENG         | Joe Fagan           | ENG         | Liverpool         | [ 14 ]    |
| 1985 | ITA         | Giovanni Trapattoni | ITA         | Juventus          | [ 15 ]    |
| 1986 | ROU         | Emerich Jenei       | ROU         | Steaua București  | [ 16 ]    |
| 1987 | POR         | Artur Jorge         | POR         | Porto             | [ 17 ]    |
| 1988 | NED         | Guus Hiddink        | NED         | PSV Eindhoven     | [ 18 ]    |
| 1989 | ITA         | Arrigo Sacchi       | ITA         | Milan             | [ 6 ]     |
| 1990 | ITA         | Arrigo Sacchi       | ITA         | Milan             | [ 6 ]     |
| 1991 | YUG         | Ljupko Petrović     | YUG         | Red Star Belgrade | [ 19 ]    |
| 1992 | NED         | Johan Cruyff        | ESP         | Barcelona         | [ 20 ]    |
| 1993 | BEL         | Raymond Goethals    | FRA         | Marseille         | [ 21 ]    |
| 1994 | ITA         | Fabio Capello       | ITA         | Milan             | [ 22 ]    |
| 1995 | NED         | Louis van Gaal      | NED         | Ajax              | [ 23 ]    |
| 1996 | ITA         | Marcello Lippi      | ITA         | Juventus          | [ 24 ]    |
| 1997 | GER         | Ottmar Hitzfeld     | GER         | Borussia Dortmund | [ 6 ]     |
| 1998 | GER         | Jupp Heynckes       | ESP         | Real Madrid       | [ 25 ]    |
| 1999 | SCO         | Alex Ferguson       | ENG         | Manchester United | [ 26 ]    |
| 2000 | ESP         | Vicente del Bosque  | ESP         | Real Madrid       | [ 6 ]     |
| 2001 | GER         | Ottmar Hitzfeld     | GER         | Bayern Munich     | [ 6 ]     |
| 2002 | ESP         | Vicente del Bosque  | ESP         | Real Madrid       | [ 6 ]     |
| 2003 | ITA         | Carlo Ancelotti     | ITA         | Milan             | [ 27 ]    |
| 2004 | POR         | José Mourinho       | POR         | Porto             | [ 28 ]    |
| 2005 | ESP         | Rafael Benítez      | ENG         | Liverpool         | [ 29 ]    |
| 2006 | NED         | Frank Rijkaard      | ESP         | Barcelona         | [ 30 ]    |
| 2007 | ITA         | Carlo Ancelotti     | ITA         | Milan             | [ 31 ]    |
| 2008 | SCO         | Alex Ferguson       | ENG         | Manchester United | [ 32 ]    |
| 2009 | ESP         | Pep Guardiola       | ESP         | Barcelona         | [ 33 ]    |
| 2010 | POR         | José Mourinho       | ITA         | Internazionale    | [ 34 ]    |
| 2011 | ESP         | Pep Guardiola       | ESP         | Barcelona         | [ 35 ]    |
| 2012 | ITA         | Roberto Di Matteo   | ENG         | Chelsea           | [ 36 ]    |
| 2013 | GER         | Jupp Heynckes       | GER         | Bayern Munich     | [ 37 ]    |
| 2014 | ITA         | Carlo Ancelotti     | ESP         | Real Madrid       | [ 38 ]    |
| 2015 | ESP         | Luis Enrique        | ESP         | Barcelona         | [ 39 ]    |
| 2016 | FRA         | Zinedine Zidane     | ESP         | Real Madrid       | [ 40 ]    |
| 2017 | FRA         | Zinedine Zidane     | ESP         | Real Madrid       | [ 41 ]    |
| 2018 | FRA         | Zinedine Zidane     | ESP         | Real Madrid       | [ 42 ]    |
| 2019 | GER         | Jürgen Klopp        | ENG         | Liverpool         | [ 43 ]    |
| 2020 | GER         | Hans-Dieter Flick   | GER         | Bayern Munich     | [ 44 ]    |
| 2021 | GER         | Thomas Tuchel       | ENG         | Chelsea           | [ 45 ]    |
| 2022 | Ý           | Carlo Ancelotti     | Tây Ban Nha | Real Madrid       | [ 46 ]    |
| 2023 | Tây Ban Nha | Pep Guardiola       | Anh         | Manchester City   | [ 47 ]    |
| 2024 | Ý           | Carlo Ancelotti     | Tây Ban Nha | Real Madrid       | [ 48 ]    |

## Các huấn luyện viên vô địch 2 lần trở lên
Các huấn luyện viên được in đậm là những người vẫn còn đang hoạt động.
| Thứ hạng | Quốc tịch   | Huấn luyện viên    | Số lần | Năm                          | Câu lạc bộ                       |
| -------- | ----------- | ------------------ | ------ | ---------------------------- | -------------------------------- |
| 1        | Ý           | Carlo Ancelotti    | 5      | 2003, 2007, 2014, 2022, 2024 | Milan (2), Real Madrid (3)       |
| 2        | Anh         | Bob Paisley        | 3      | 1977, 1978, 1981             | Liverpool                        |
| 2        | Pháp        | Zinedine Zidane    | 3      | 2016, 2017, 2018             | Real Madrid                      |
| 2        | Tây Ban Nha | Pep Guardiola      | 3      | 2009, 2011, 2023             | Barcelona (2), Manchester City   |
| 5        | Tây Ban Nha | José Villalonga    | 2      | 1956, 1957                   | Real Madrid                      |
| 5        | Argentina   | Luis Carniglia     | 2      | 1958, 1959                   | Real Madrid                      |
| 5        | Hungary     | Béla Guttmann      | 2      | 1961, 1962                   | Benfica                          |
| 5        | Argentina   | Helenio Herrera    | 2      | 1964, 1965                   | Internazionale                   |
| 5        | Tây Ban Nha | Miguel Muñoz       | 2      | 1960, 1966                   | Real Madrid                      |
| 5        | Ý           | Nereo Rocco        | 2      | 1963, 1969                   | Milan                            |
| 5        | România     | Ștefan Kovács      | 2      | 1972, 1973                   | Ajax                             |
| 5        | Đức         | Dettmar Cramer     | 2      | 1975, 1976                   | Bayern Munich                    |
| 5        | Anh         | Brian Clough       | 2      | 1979, 1980                   | Nottingham Forest                |
| 5        | Áo          | Ernst Happel       | 2      | 1970, 1983                   | Feyenoord, Hamburg               |
| 5        | Ý           | Arrigo Sacchi      | 2      | 1989, 1990                   | Milan                            |
| 5        | Tây Đức     | Ottmar Hitzfeld    | 2      | 1997, 2001                   | Borussia Dortmund, Bayern Munich |
| 5        | Tây Ban Nha | Vicente del Bosque | 2      | 2000, 2002                   | Real Madrid                      |
| 5        | Scotland    | Alex Ferguson      | 2      | 1999, 2008                   | Manchester United                |
| 5        | Bồ Đào Nha  | José Mourinho      | 2      | 2004, 2010                   | Porto, Internazionale            |
| 5        | Đức         | Jupp Heynckes      | 2      | 1998, 2013                   | Real Madrid, Bayern Munich       |

### Người giành chức vô địch với cả vai trò cầu thủ lẫn huấn luyện viên
Bảng sau đây liệt kê những người đã từng vô địch giải đấu với cả vai trò cầu thủ lẫn huấn luyện viên, theo số lần.
|                     | Vô địch với tư cách cầu thủ | Vô địch với tư cách huấn luyện viên | Tổng |
| Carlo Ancelotti     | 2                           | 5                                   | 7    |
| Miguel Munoz        | 3                           | 2                                   | 5    |
| Johan Cruyff        | 3                           | 1                                   | 4    |
| Frank Rijkaard      | 3                           | 1                                   | 4    |
| Josep Guardiola     | 1                           | 3                                   | 4    |
| Zinedine Zidane     | 1                           | 3                                   | 4    |
| Giovanni Trapattoni | 2                           | 1                                   | 3    |

### Theo quốc tịch
Bảng sau đây thống kê tổng số lần vô địch của các huấn luyện viên tính theo quốc tịch. Thông tin này chính xác cho đến trận chung kết năm 2024.
| Quốc tịch   | Số lần vô địch |
| ----------- | -------------- |
| Ý           | 13             |
| Tây Ban Nha | 10             |
| Đức         | 10             |
| Anh         | 7              |
| Hà Lan      | 5              |
| Argentina   | 4              |
| Scotland    | 4              |
| Bồ Đào Nha  | 3              |
| România     | 3              |
| Pháp        | 3              |
| Áo          | 2              |
| Hungary     | 2              |
| Bỉ          | 1              |
| Nam Tư      | 1              |

1. ↑  Bao gồm Tây Đức.
2. ↑  Bao gồm các chức vô địch của Helenio Herrera, người cũng là công dân của nước Pháp.